# Dario Diviacchi
Dario Diviacchi, tržaški glasbeni urednik, producent, DJ,  radijski in televizijski voditelj,* 1. julij 1954, Trst.
Svojo voditeljsko pot je pričel kot motivator v italijanskih diskotekah, kmalu zatem pa je pridružil italijanskemu programu radia Koper.
Največjo slavo je skupaj z režiserjem Petrom Juratovcem doživel kot voditelj in soustvarjalec kontaktnih glasbenih oddaj Alta Pressione in Videomix na koprski televiziji.
Danes je regionalni zastopnik lepotnih izborov za Miss Italije.

## Zunanja Povezava
[Profil, RTVslo arhiv ]